# Dijsselhofplantsoen 10
Dijsselhofplantsoen 10 is een villa aan het Dijsselhofplantsoen te Amsterdam-Zuid.

## Gebouw
Het werd in 1928/1929 gebouwd naar een ontwerp van architect Gerrit Jan Rutgers, die voor dat plantsoen meerdere panden ontwierp. Hij ontwierp meest in de stijl van de Amsterdamse School, in dit geval in een verstrakte vorm. Opdracht voor de bouw kwam van B.A. Sanders, een tabakshandelaar en ook enige tijd commissaris van de NV Algemeene Disconteering Maatschappij.
Het gebouw dat op een rechthoekige plattegrond is neergezet kijkt aan de achterzijde uit over het Noorder Amstelkanaal. Het pand kent bouwlagen in kelder, begane grond, eerste verdieping, zolderverdieping en een vliering. De buitengevels zijn neergezet in Vlaams verband. Aan de westzijde bevinden zich allerlei stallingmogelijkheden; via die uitbouwen is het verbonden met Dijsselhofplantsoen 12, ook al van een architect werkende binnen de Amsterdamse School: Piet Kramer.
De villa stond jarenlang bekend als La pergola, naar een pergola die er jaren stond. Het gebouw werd in december 2004 tot rijksmonument verklaard, de pergola is dan al jaren weg. Dit vanwege de architectuur- en cultuurhistorische waarde mede op grond van de sobere expressionistische trant van ontwerp. Het werd gezien als een beeldbepalend gebouw binnen de andere villa’s aan het Dijsselhofplantsoen. Het is echter het enige monument aan de straat (gegevens 2020).
Het gebouw kende in Cor van Zadelhoff een bekende bewoner, die er van 1974 tot 1978 woonde.  

## Gevelstenen
Het gebouw heeft vanaf de straat te zien drie gevelstenen. Bij de raampartij zijn twee vogels in steen uitgehouwen; een plaats die overeenkomt met Zomer en winter van Jaap Kaas bij Dijsselhofplantsoen 6. Bij de toegangsdeur (in de zijgevel) is een grotere gevelsteen zichtbaar met twee zittende mensen. Bastiaan Adriaan Sanders (1893-1963) en Cornelia Huibers lieten de afbeelding omlijsten met de namen van hun kinderen. De maker(s) van de beelden is (zijn) vooralsnog onbekend.

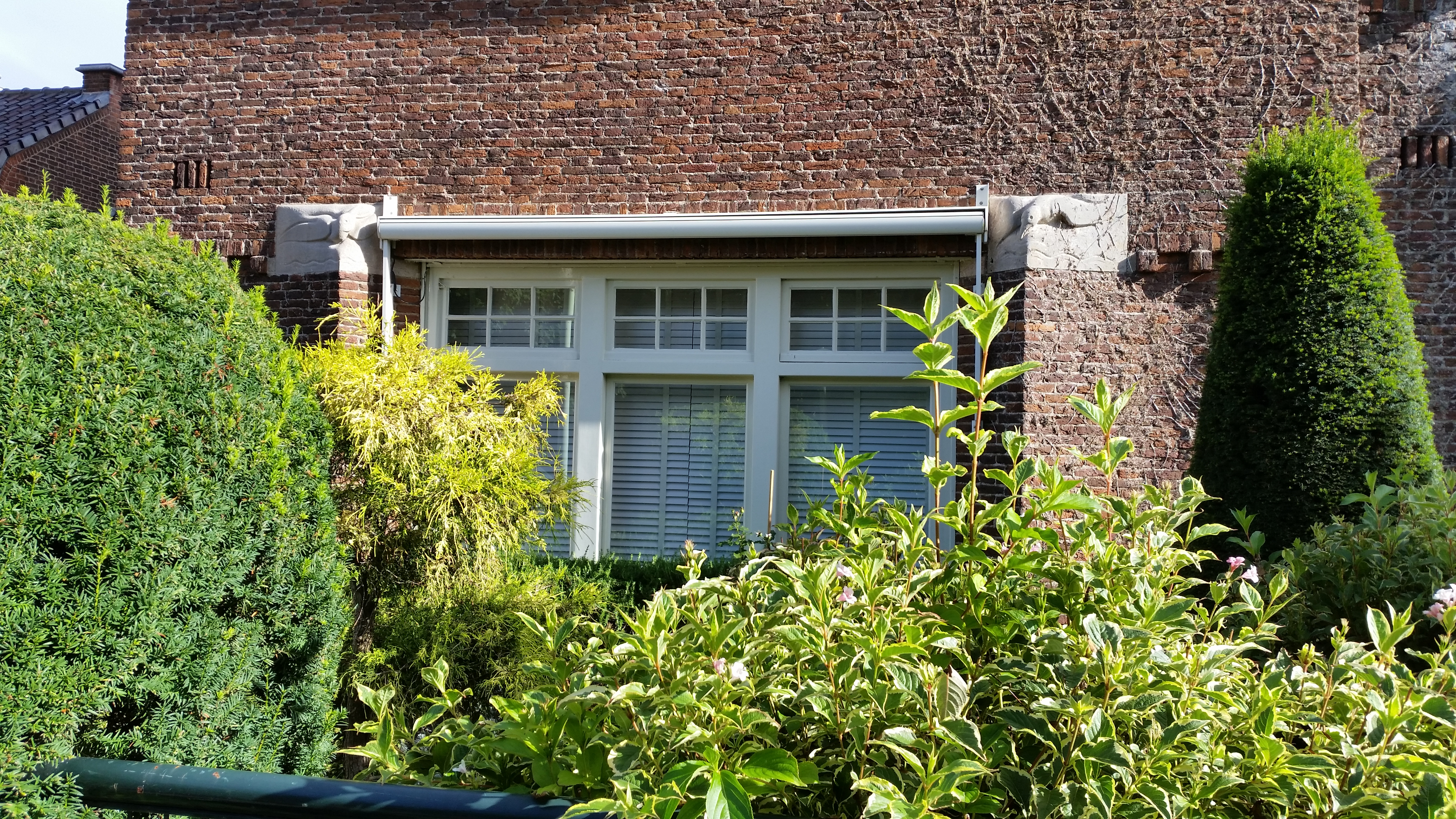
De vogels van Dijsselhofplantsoen 10 (augustus 2020)

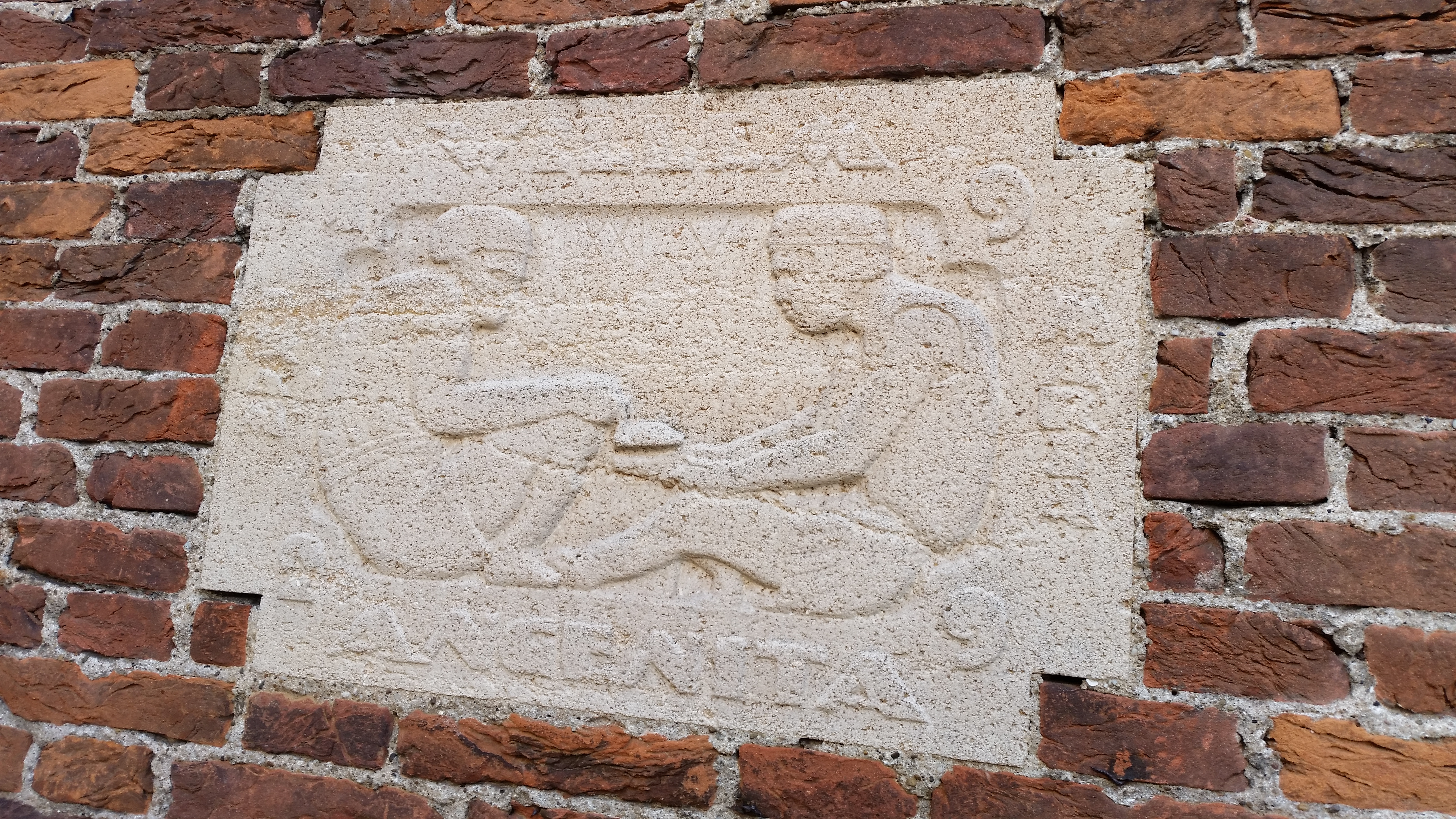
Familiesteen (augustus 2020)